# Hemiacetal
Hemiacetali i hemiketali su jedinjenja koja su izvedena iz aldehida i ketona respektivno. Grčka reč hèmi znači pola. Ta jedinjenja se formiraju formalnom adicijom alkohola na karbonilnu grupu.
Kad je alkoholna grupa zamenjena drugom alkoksi grupom, formiraju se acetal ili ketal, respektivno.

## Formula i formiranje
Opšta formula hemiacetala , gde su R1 ili 2 često vodonik, dok R (vezana za O) nije vodonik.
Dok u IUPAC definiciji hemiacetalni R1 ili 2 mogu da budu vodonik, u hemiketalima ni jedna od R-grupa nije H. Hemiketali se smatraju hemiacetalima kod kojih R-grupe nisu H, tako da su potklasa hemiacetala.
|                        |
| Formiranje hemiacetala |
|                        |
|                        |
| Formiranje hemiketala  |